# 道官
道官，掌管道教事務的道司衙門官吏，一般由道士充任。

## 歷代沿革[1]

### 金代
《续通志·职官略》载：金代管理道教，“于帅、府置司，正曰道录，副曰道正，以三年为任”。

### 明代[2]
道錄司掌天下僧道。在外府州縣有道紀等司，分掌其事，俱選精通經典、戒行端潔者為之。神樂觀掌樂舞，以備大祀天地、神祇及宗廟、社稷之祭，隸太常寺，與道錄司無統屬。
洪武元年立玄教院。四年革。五年給僧道度牒。十一年建神樂觀於郊祀壇西，設提點、知觀。初，提點從六品，知觀從九品。洪武十五年陞提點正六品，知觀從八品。凡遇朝會，提點列於僧錄司左善世之下，道錄司左正一之上。十五年始置道錄司。各設官如前所列。道凡二等：曰全真，曰正一。設官不給俸，隸禮部。二十四年清理釋、道二教，限僧三年一度給牒。凡各府州縣寺觀，但存寬大者一所，併居之。凡僧道，府不得過四十人，州三十人，縣二十人。民年非四十以上、女年非五十以上者，不得出家。二十八年令天下僧道赴京考試給牒，不通經典者黜之。其後，道士有大真人、高士等封號。賜銀印蟒玉，加太常卿、禮部尚書及宮保銜，至有封伯爵者，皆一時寵幸，非制也。初規定道司衙門道官「全依宋制，官不支俸」。自洪武二十五年（1392年）十月，改定道錄司各道官依品支俸。
孝宗初，詔禮官議汰。禮官言道士自真人、高士及正一演法諸道官一百二十三人，請俱貶黜。詔真人降左正一，高士降左演法，追奪印章及諸玉器。道錄司留正一等八員，餘皆廢黜。
- 中央置「道錄司」，左、右正一二人，正六品；左、右演法二人，從六品；左、右至靈二人，正八品；左、右玄義二人，從八品；神樂觀提點一人，正六品，知觀一人，從八品，嘉靖中革。龍虎山正一真人一人，正二品。洪武元年，張正常入朝，去其天師之號，封為真人，世襲。隆慶間革真人，止稱提點。萬曆初復之。法官、贊教、掌書各二人。閣皁山、三茅山各靈官一人，正八品。太和山提點一人。
- 府「道紀司」，都紀、副都紀各一人；
- 州「道正司」，道正一人；
- 縣「道會司」，道會一人。

### 清代[5]
道錄司一人。□品。左、右正一，正六品。演法，從六品。至靈，正八品。至義，從八品。俱二人。分設各城道協理各一人。道官兼正一等銜，給予部劄。協理給予司劄。龍虎山正一真人。正三品。提點，提舉，法籙局提舉，由太清宮法官充補。各一人。副理二人。贊 教四人。知事十有八人。自提點以下，並由正一真人保舉，報部給劄。
初，天聰六年，定各廟道以道錄司綜之。凡諳經義、守清規者，給予度牒。順治二年，停度牒納銀例。八年，授張應京正一嗣教大真人，掌道教。康熙十三年，定道錄司員缺，及以次遞補法。十六年，詔令道錄司稽察設教聚會，嚴定處分。雍正九年，嘉法官婁近垣忠誠，授四品提點，尋封妙正真人。十年，定提點以次員缺。乾隆元年，酌復度牒，並授正一真人光祿大夫，妙正真人通議大夫。五年，正一真人詣京祝萬壽，鴻臚寺卿梅瑴成疏言：「道流卑賤，不宜濫廁朝班。」，於是停朝覲筵宴例。十七年，改正一真人為正五品，不許援例請封。三十一年，以法官品秩較崇，復陞正一真人正三品。三十九年，真人府監紀司張克誠留京，置協理提點二人。四十二年，授克誠提點，兼京畿道錄司，省協理。